# Villar de Ordelles
Villar de Ordelles (llamada oficialmente Santa María de Vilar de Ordelles) es una parroquia y un lugar del municipio español de Esgos, en la provincia de Orense, Galicia.

## Toponimia
La parroquia también es conocida por el nombre de Santa María de Villar de Ordelles.

## Organización territorial
La parroquia está formada por nueve entidades de población, constando siete de ellas en el nomenclátor del Instituto Nacional de Estadística español:
- A Cabalgada
- A Granxa
- As Campinas
- As Vendas
- Folgoso
- Laioso
- Rebordiños
- Vilar-Pinto (Vilar de Ordelles-O Pinto), formado por la unión de las aldeas de:
  - O Pinto
  - Vilar de Ordelles

## Demografía

### Parroquia
| Gráfica de evolución demográfica de Villar de Ordelles (parroquia) entre 2000 y 2022 |
|                                                                                      |
| Datos según el nomenclátor publicado por el INE.                                     |

### Lugar
| Gráfica de evolución demográfica de Vilar-Pinto (lugar) entre 2000 y 2022 |
|                                                                           |
| Datos según el nomenclátor publicado por el INE.                          |